# Restauracja Hawełka
Restauracja Hawełka – restauracja i kawiarnia znajdująca się w Krakowie, na Starym Mieście, przy Rynku Głównym 34, w Pałacu Spiskim.
Antoni Hawełka otworzył w 1876 roku, w Kamienicy Czerwonej przy Rynku Głównym 46 w Krakowie, sklep kolonialny „Pod Palmą”, który w 1889 przeniósł do lokalu w Pałacu Pod Krzysztofory przy Rynku Głównym 35.
Oprócz sklepu kolonialnego, na zapleczu, za sklepem w sieni otworzył „lokal śniadankowy".
W Krakowie, pod koniec XIX wieku zaczęły funkcjonować przy sklepach kolonialnych, delikatesowych, nabiałowych, masarniach „lokale śniadankowe” a także odrębne „handelki śniadankowe”. Były to jadłodajnie, knajpki o ubogim wyposażeniu, najczęściej jadano tam na stojąco, o ubogim wystroju, w pokoiku na zapleczu, z wejściem w sieni, gdzie można było szybko zjeść oraz wypić markowe piwo, wino i mocniejsze alkohole.
Funkcjonowały od śniadania do późnego wieczora. Ich menu zależało od sklepów przy których działały. Serwowały m.in.: golonki, flaczki, raki, wyroby garmażeryjne, nabiał oraz kanapki.
Z najlepszych kanapek słynął lokal Antoniego Hawełki. Podawano w nim piętrowe, wysokie, wielowarstwowe kanapki. Przykładowo: na świeżą, smarowaną masłem bułkę kładziono kawałek homara, polewano majonezem i dodawano plasterek surowego ogórka lub kawałek jajka na twardo albo serwowano kanapkę obłożoną bryndzą z papryką, łososiem, kawiorem i serem szwajcarskim oraz wiele innych.
Lokale śniadankowe cieszyły się w Krakowie dużą popularnością.
W separatce „U Hawełki” gościli profesorowie Uniwersytetu Jagiellońskiego. Germanista Wilhelm Creizenach zainicjował tutaj spotkania kółka towarzysko-dyskusyjnego „Zeitgenossen” (Współczesnych), grupy profesorów UJ dyskutujących w Hawełce o różnych problemach. Bywali tu Leon Sternbach, Jerzy Mycielski, Władysław Natanson, Kazimierz Kostanecki, Marian Sokołowski, Stefan Pawlicki, Jan Łoś, Roman Dyboski, Kazimierz Morawski.
Bywał u Hawełki Henryk Sienkiewicz, gdy odwiedzał Kraków.
Firmę w 1894, po śmierci Hawełki, odziedziczył jego subiekt Franciszek Macharski.
Nowy właściciel przeniósł, w 1913 roku, delikatesy do Pałacu Spiskiego oraz otworzył restaurację mieszczącą się tam do dziś a nazywaną obecnie "Hawełka".

## Parter
Na parterze znajduje się obszerna sala zaprojektowana przez Ludwika Wojtyczkę i Kazimierza Wyczyńskiego.

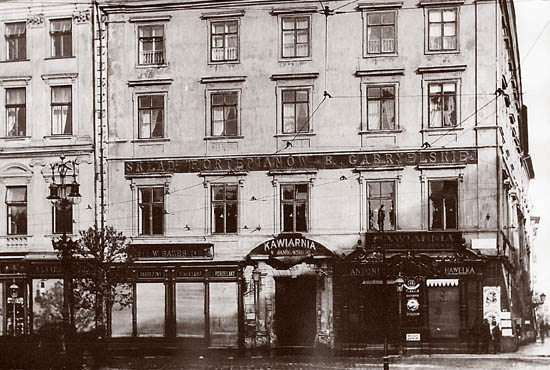
Restauracja przed 1913 rokiem
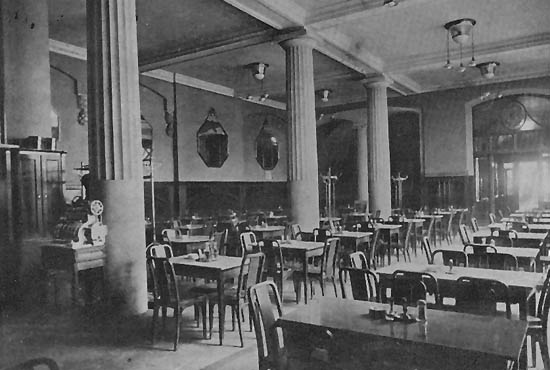
Widok sali w latach międzywojennych.
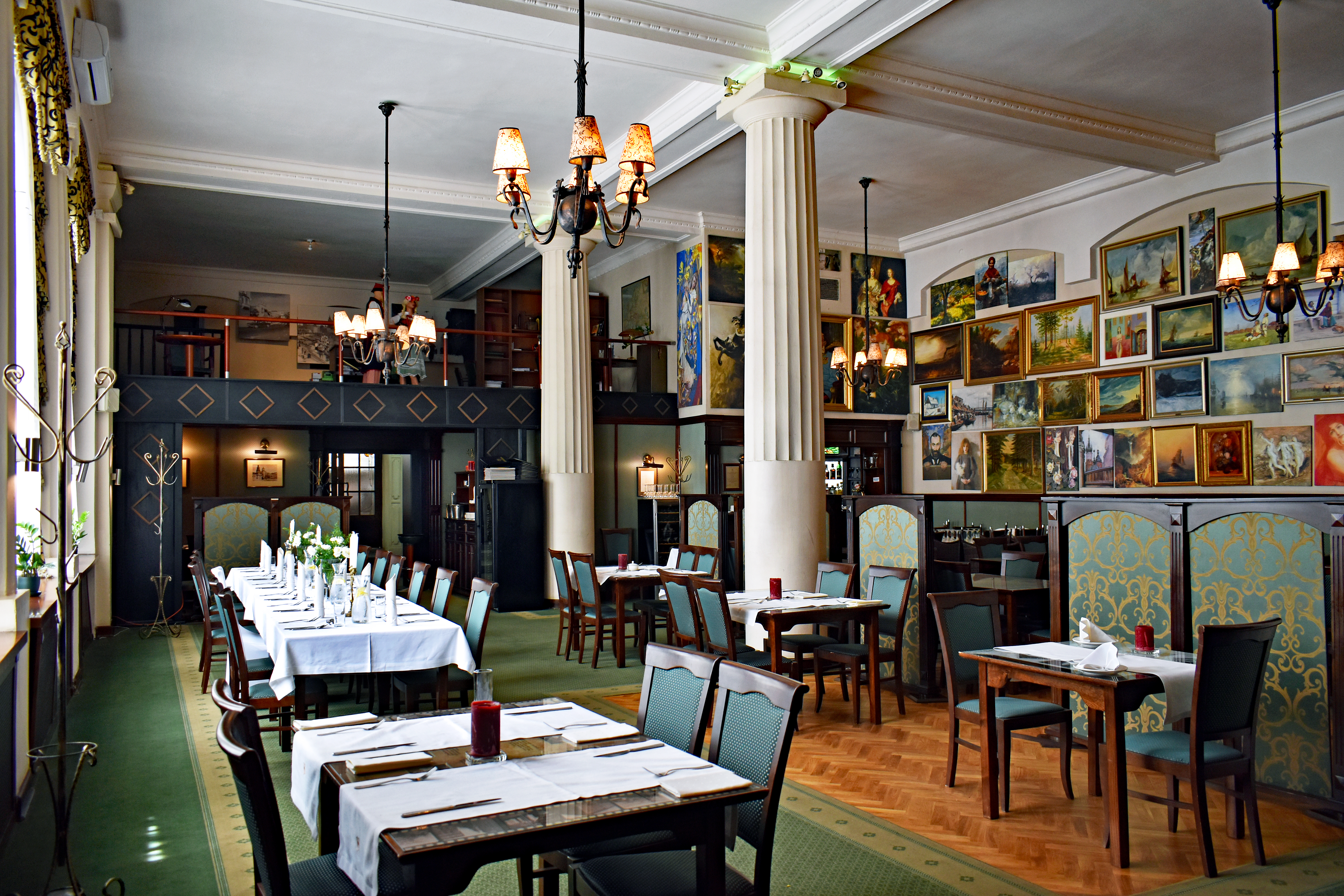
Główna sala na parterze
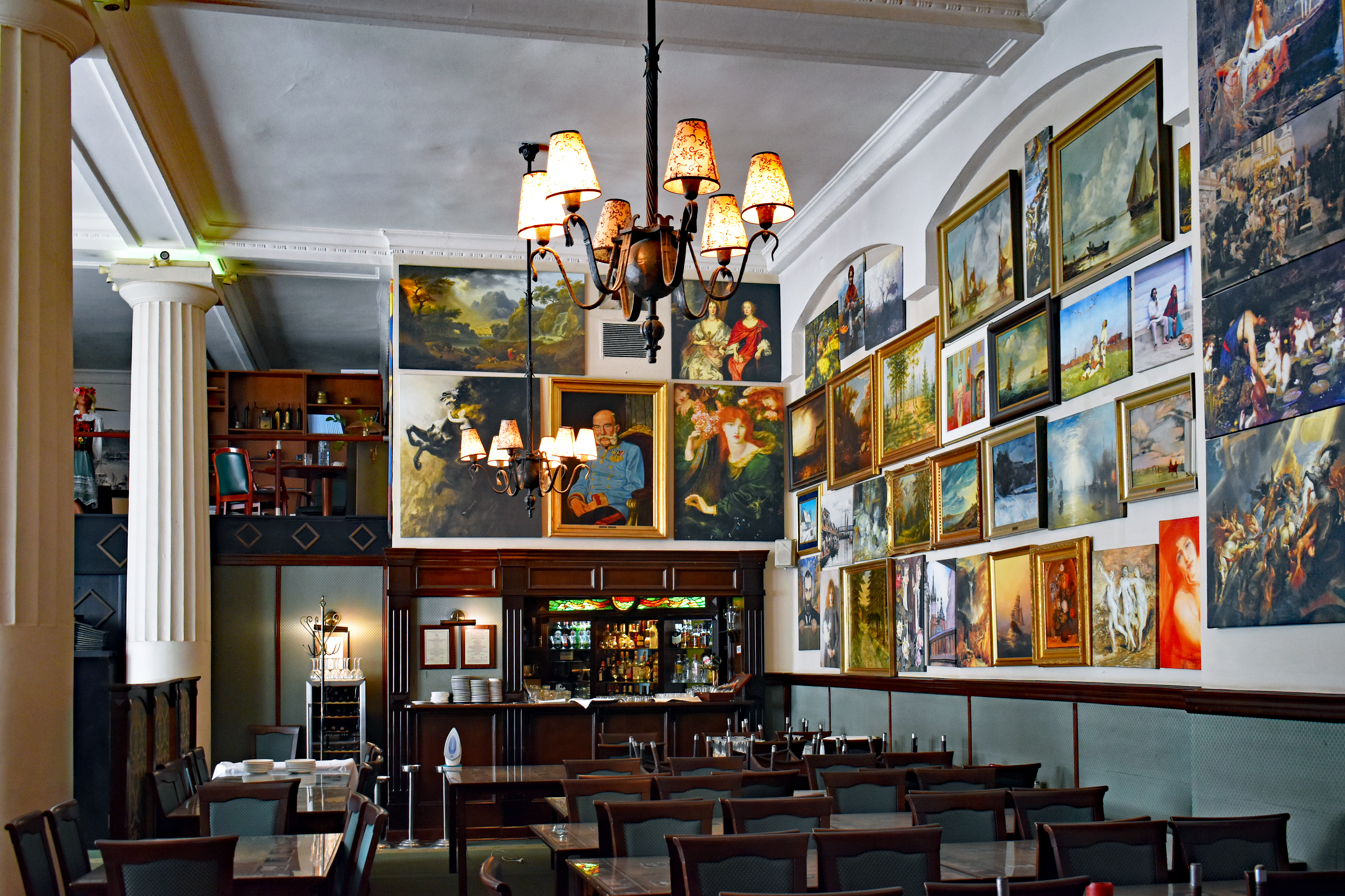
Główna sala ozdobiona obrazami „z epoki”

## Sala Tetmajerowska
Na piętrze sala (restauracja) zwana Tetmajerowską, z malowidłami wykonanymi przez Włodzimierza Tetmajera, a przedstawiającymi sceny z legendy o mistrzu Twardowskim.
Czynna do późnych nocnych godzin restauracja, przyciągała aktorów i widzów teatrów. Gościła artystów, dziennikarzy, pisarzy.
Sala Tetmajerowska zasłynęła w okresie międzywojennym „Kukiełkami u Hawełki”. Były to satyryczne szopki do których teksty pisali Magdalena Samozwaniec i Artur Maria Swinarski oraz Irena Szczepańska i Zbigniew Grotowski.

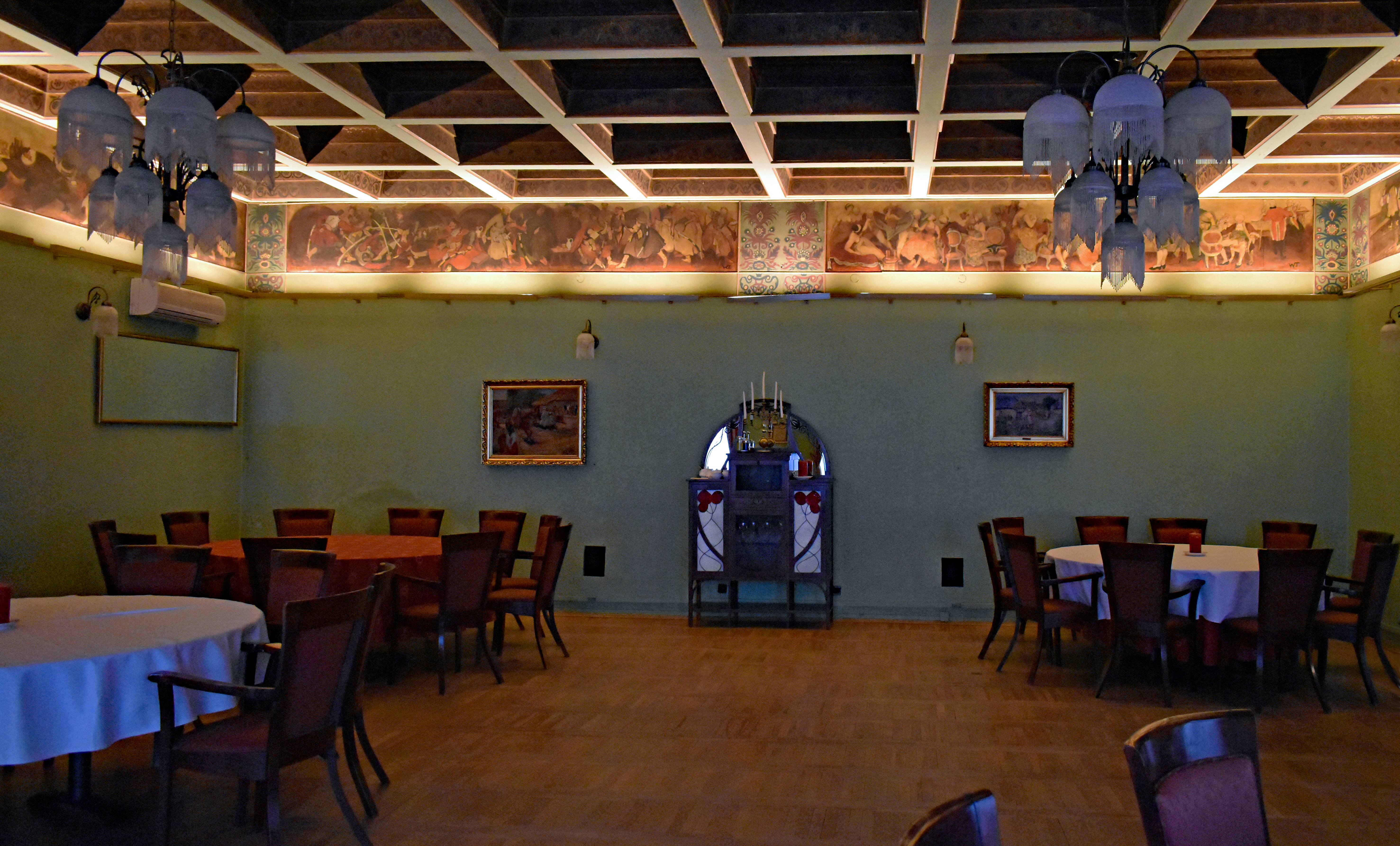
Sala Tetmajerowska z fryzem przedstawiającym historię mistrza Twardowskiego
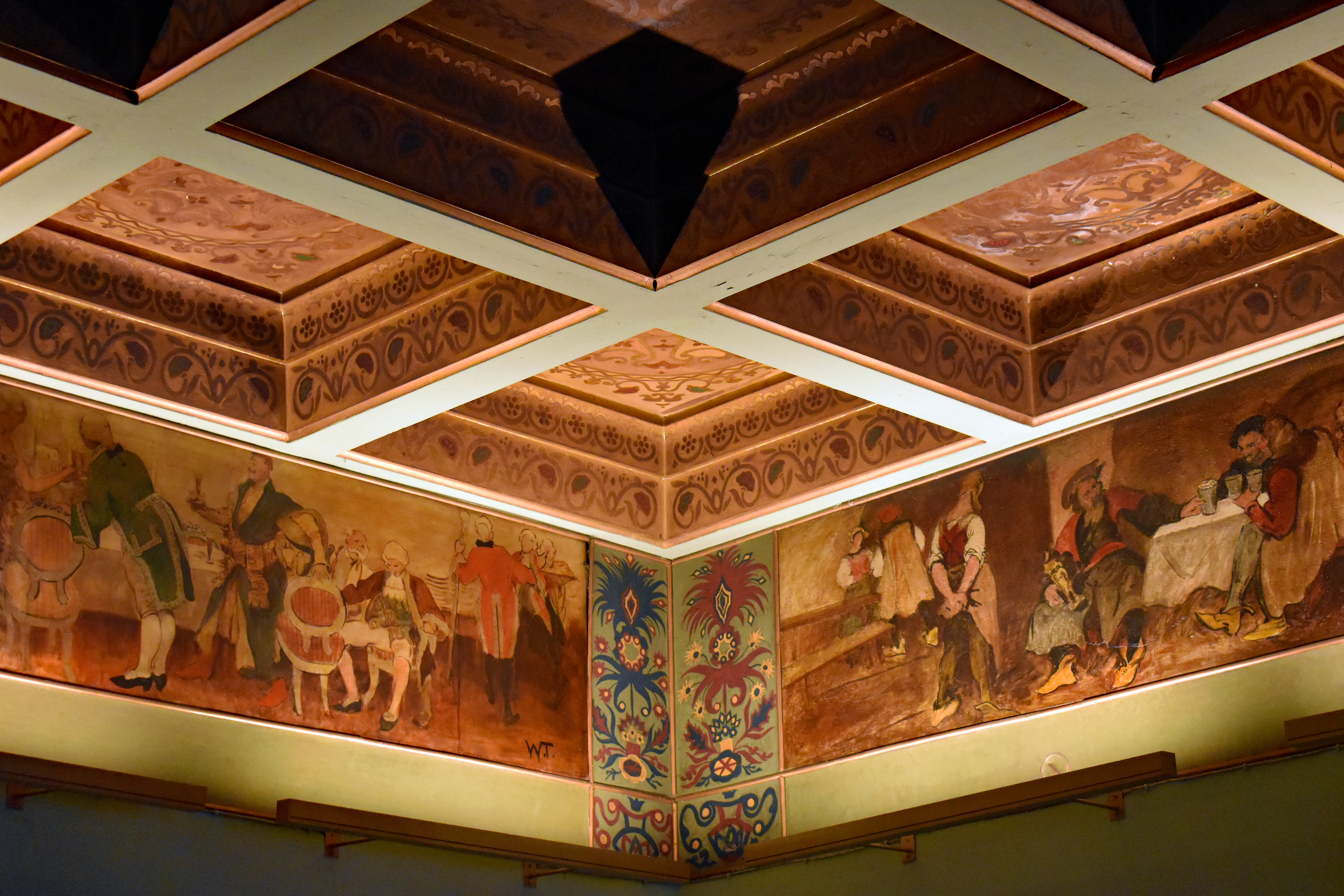
Fragment fryzu z sygnaturą Tetmajera

## Sień
W oknach sieni Pałacu Spiskiego, przez którą wchodzi się do restauracji, można zobaczyć witraże przedstawiające krakowskie zwyczaje: szopkę, kolędników, Lajkonika, mistrza Twardowskiego, włóczków, parę krakowiaków, piwoszy, kapelę. Wykonane zostały przez firmę „JABI Pracownia Witraży Jacek Białoskórski”.

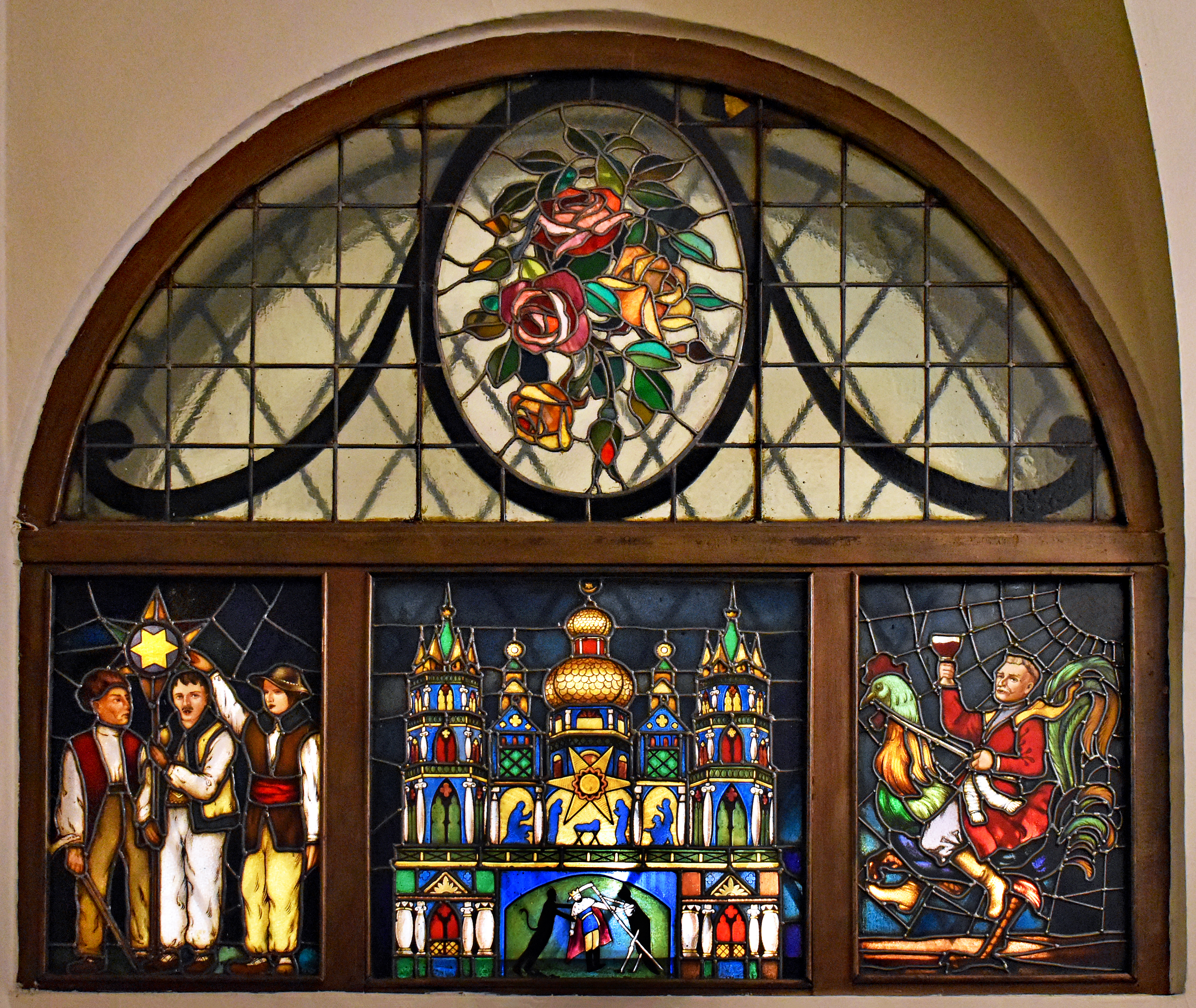
Kolędnicy, szopka, mistrz Twardowski
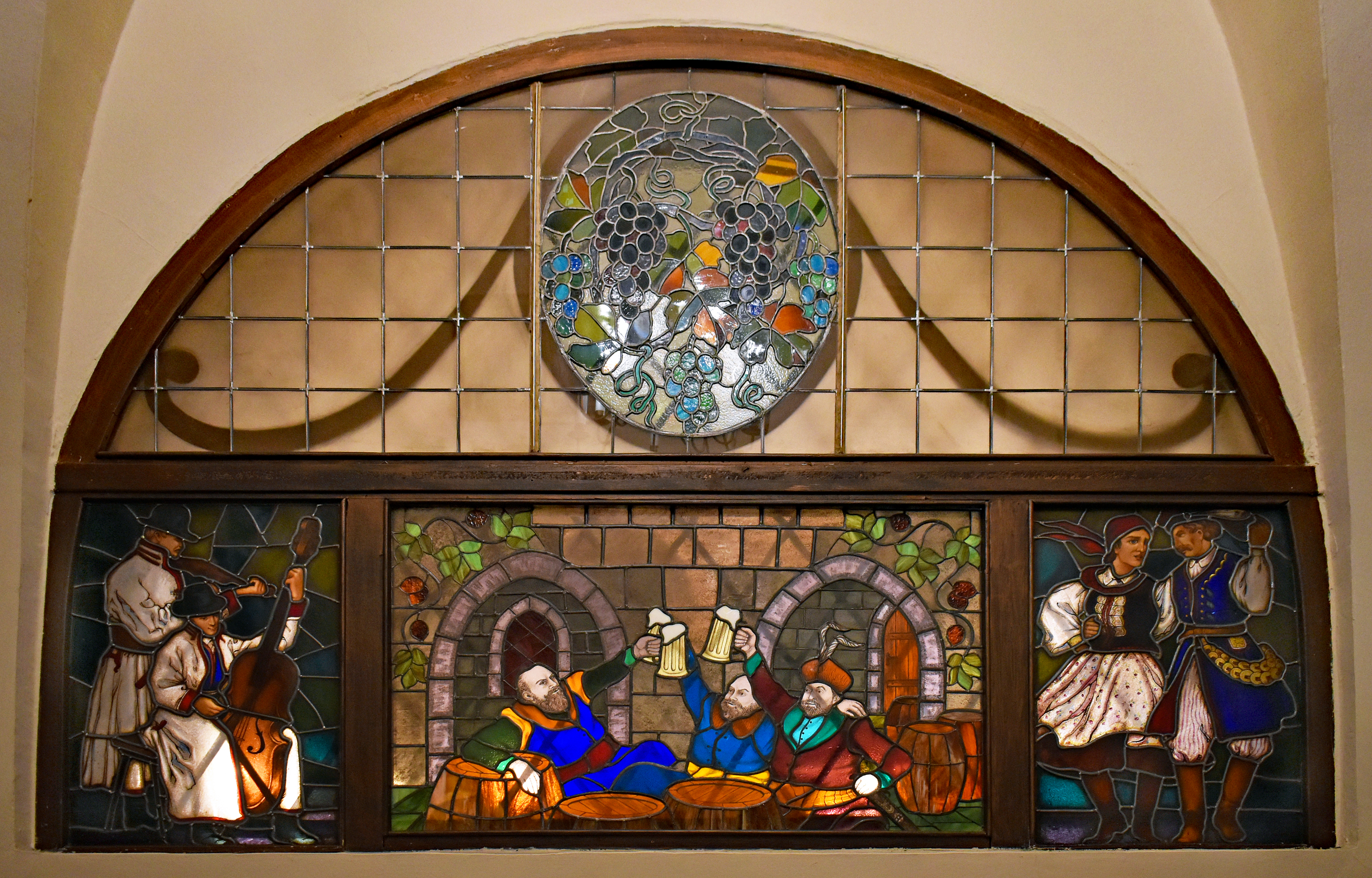
Kapela, piwosze, krakowiacy
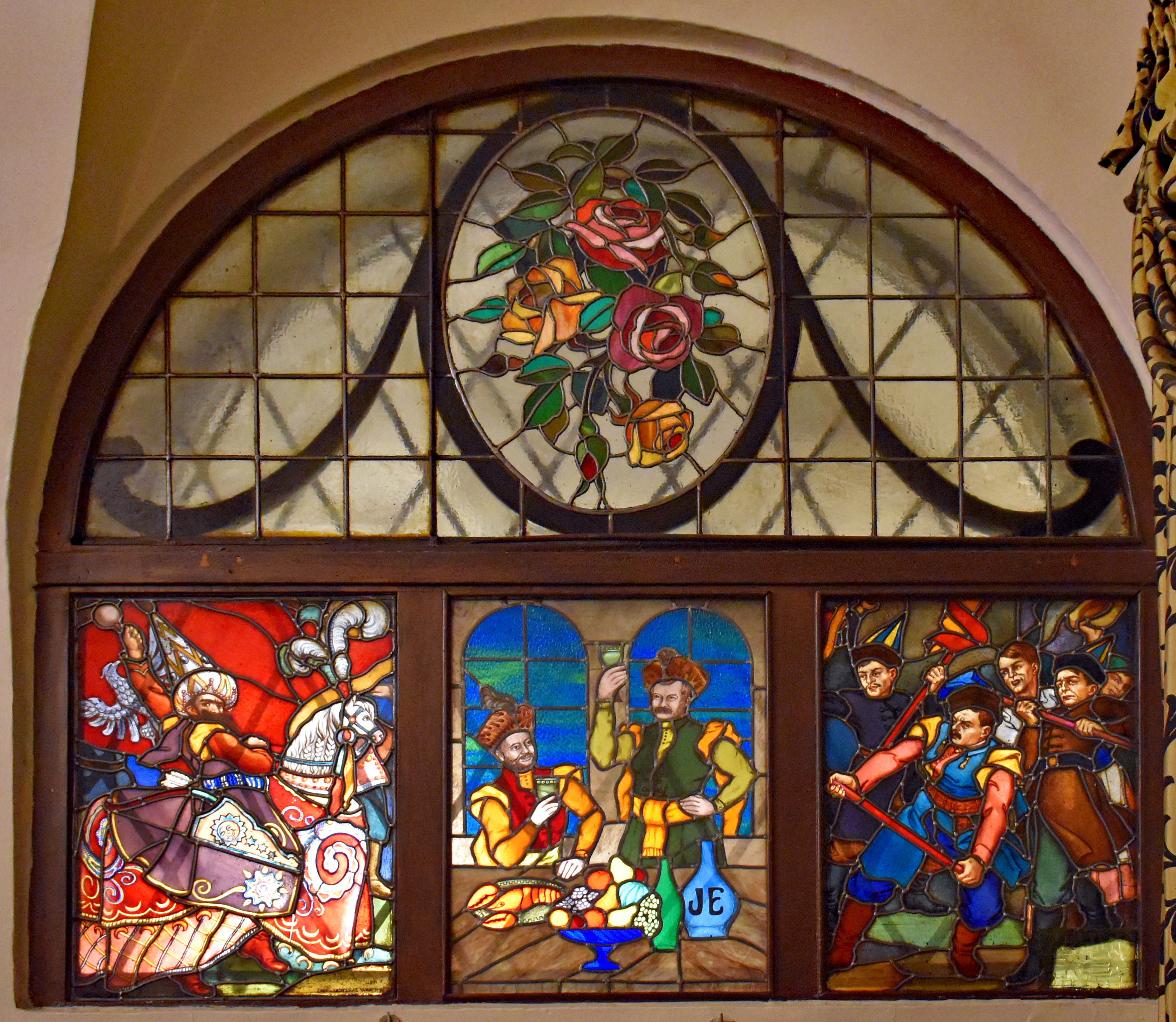
Lajkonik, biesiadujący, włóczkowie

Jedną z pierwszych firm w Krakowie, gdzie dla wygody klientów w styczniu 1900 roku założono telefon, była Restauracja U Hawełki.
O Hawełce napisał jedną ze swoich fraszek, bywalec lokalu, Jan Sztaudynger:

Przed wejściem chętka,
po wyjściu mgiełka –
oto jest Kraków,
oto Hawełka

## Źródła
- Praca zbiorowa Encyklopedia Krakowa, Wydawnictwo Naukowe PWN, Warszawa-Kraków 2000, ISBN 83-01-13325-2
- Praca zbiorowa Zabytki Architektury i budownictwa w Polsce. Kraków, Krajowy Ośrodek Badań i Dokumentacji, Warszawa 2007, ISBN 978-83-922906-8-1
- Michał Rożek Przewodnik po zabytkach Krakowa, Wydawnictwo WAM, Kraków 2012, ISBN 978-83-7505-661-7
- Handelki śniadankowe
- Handelki śniadankowe
- Kanapki U Hawełki
- Wilhelm Creizenach i Zeitgenossen